# Джайнизм в Бельгии

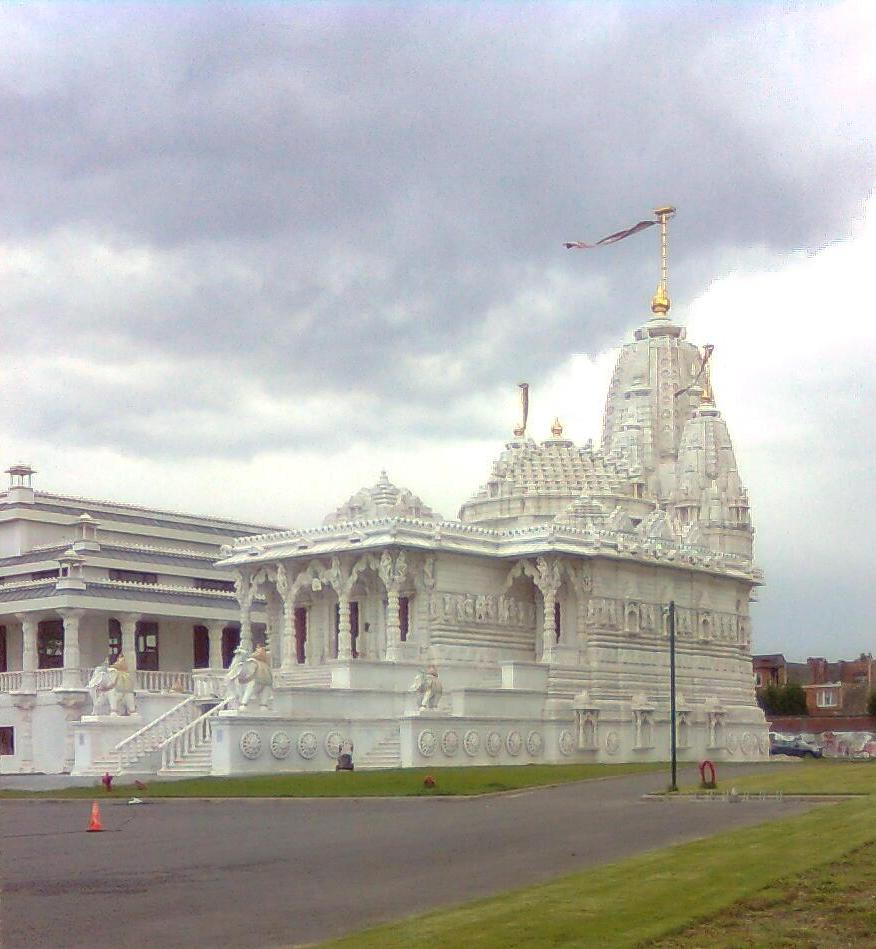
Храм джайнов в Антверпене, Бельгия

По оценкам, джайны в Бельгии составляют около 1500 человек.
Большинство живёт в Антверпене, работает в оптовом алмазном бизнесе.
Бельгийские индийские джайны контролируют две трети торговли необработанными алмазами и снабжают Индию примерно 36 % своих необработанных алмазов.
Они построили главный храм в Вилрейке (недалеко от Антверпена) с культурным центром, который был освящён в 2010 году.
Сообщество джайнов в Европе, особенно в Бельгии, в основном вовлечено в алмазный бизнес.

## История
Джайны начали прибывать в Бельгию в 1960-х годах. Первоначально они торговали необработанными алмазами низкого качества с очень небольшой прибылью, в то время как местные еврейские торговцы имели дело с более крупными камнями. Алмазы отправлялись в Индию для резки и полировки, где затраты на рабочую силу были намного ниже. Постепенно джайны начали торговать более крупными алмазами.
В 1992 году был создан культурный центр джайнов в Антверпене (некоммерческая организация), в который вошли 12 членов комитета и 52 члена-учредителя.
Была приобретена земля для храма и медитационного центра (Упашрай). В 2001 году началось строительство Антверпенского джайнского храма и зала для медитаций.
В 2007 году «Анджаншалака», посвящённая джайновому идолу, состоялась 31 января в Индии и была исполнена аскетами-джайнами Ачарьей Шри Субодхсагарсурисварджи, Ачарьей Шри Манохар Киритисагарсурисварджи, Ачарьей Удайкиртисагарсисварцварджи и Шри Нарендра Хиралал.
Это было необходимо сделать в Индии, потому что джайнские монахи до сих пор не путешествуют за границу и в транспортных средствах.
В 2008 году 25 августа идолы были доставлены в Антверпен по воздуху, после чего последовала огромная процессия.
В 2010 году, 27 августа, была проведена пратиштха идола.
Главное божество этого храма — Паршванатха, 23-й тиртханкара джайнизма.

## Джайнизм сегодня
Храм и зал для медитации широко используются в течение всего года, отмечаются все важные даты.

#### Париушана
Париушана отмечается каждый год сообществом. Демонстрируя единство, секты дераваси и стханакаваси следуют за париушаной одновременно. Хотя согласно календарю каждой из них существует разница в несколько дней или несколько недель, каждый год всё сообщество следует одной и той же париушане в одно и то же время, альтернативно выполняя один год в соответствии с календарем дераваси, а в следующем году по календарю стханакаваси и так далее.

#### Махавир Джанма Калянак
Празднование Махавиры Джанмы Калянака происходит следующим образом. Идол Махавира восседает на колеснице. Преданные воспевают религиозные песнопения. Над статуей Махавира совершается омовение. В течение дня большинство членов общины джайнов участвуют в благотворительных акциях, молитвах, пуджах и вратах. Многие преданные посещают храмы, посвящённые Махавире, чтобы медитировать и возносить молитвы.

### Навпад Оли
За праздником поста оли следуют все те, кто постится, может прийти на трапезу, которую они проводят один раз в день в месте проведения бходжаншалы (обеденный зал) в храмовом комплексе.

### Паатшаала
Для детей от 6 лет по воскресеньям проходит паатшаала (школа), где дети думают о джайнизме, его ценностях и его священных писаниях.

### Варси Тапа
Варси-тапа — это пост в течение года, когда люди в альтернативные дни постятся (без еды), а затем на следующий день получают 2 приёма пищи, и постятся, и так далее, в течение года.
2 приёма пищи в день, которую они едят, также предоставляются в бходжаншале в храмовом комплексе.

## Лидеры общины
Господин Рамеш Мехта, лидер общины, является полноправным членом Совета религиозных лидеров Бельгии, созданного 17 декабря 2009 года.

## Галерея

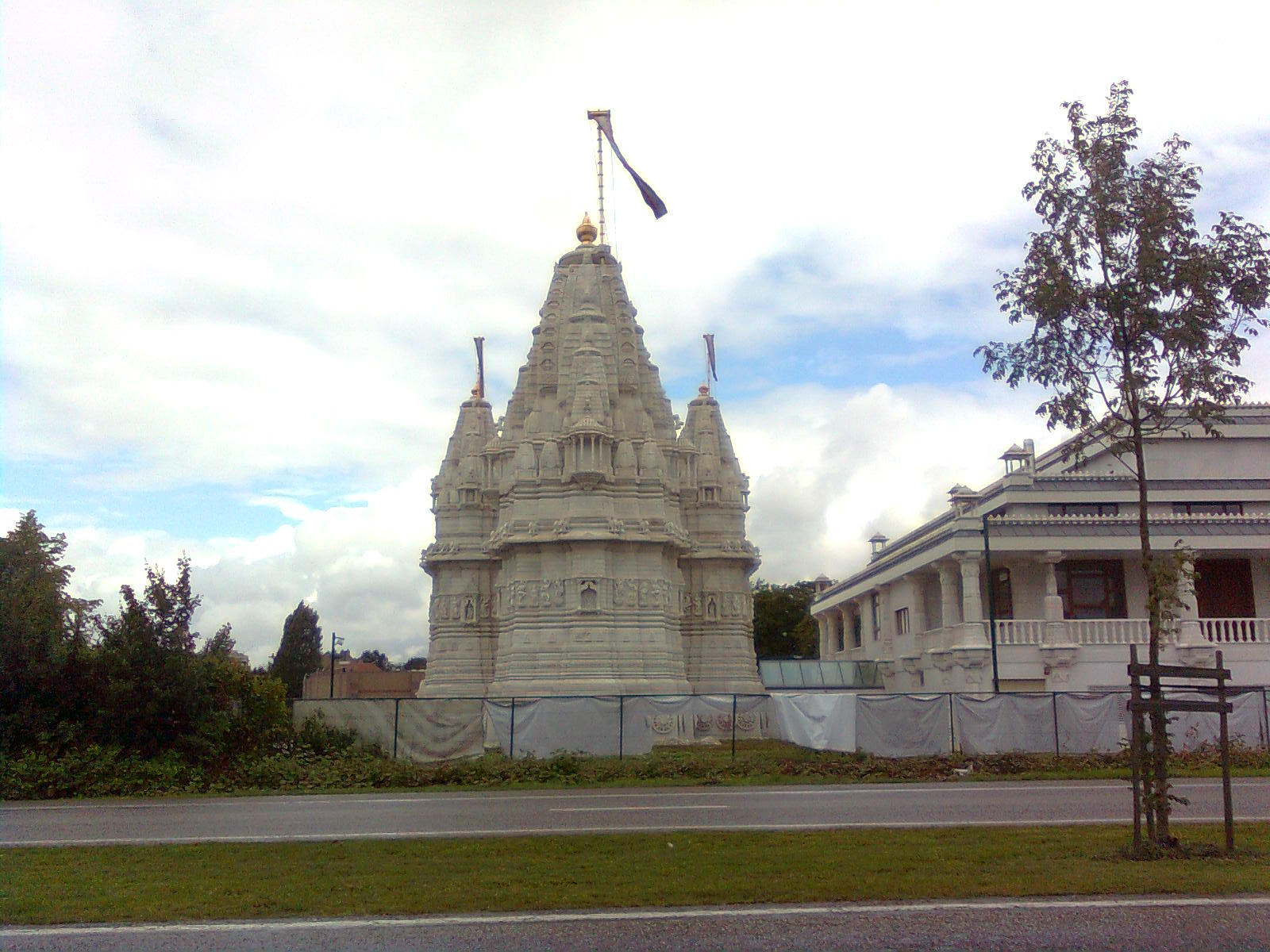
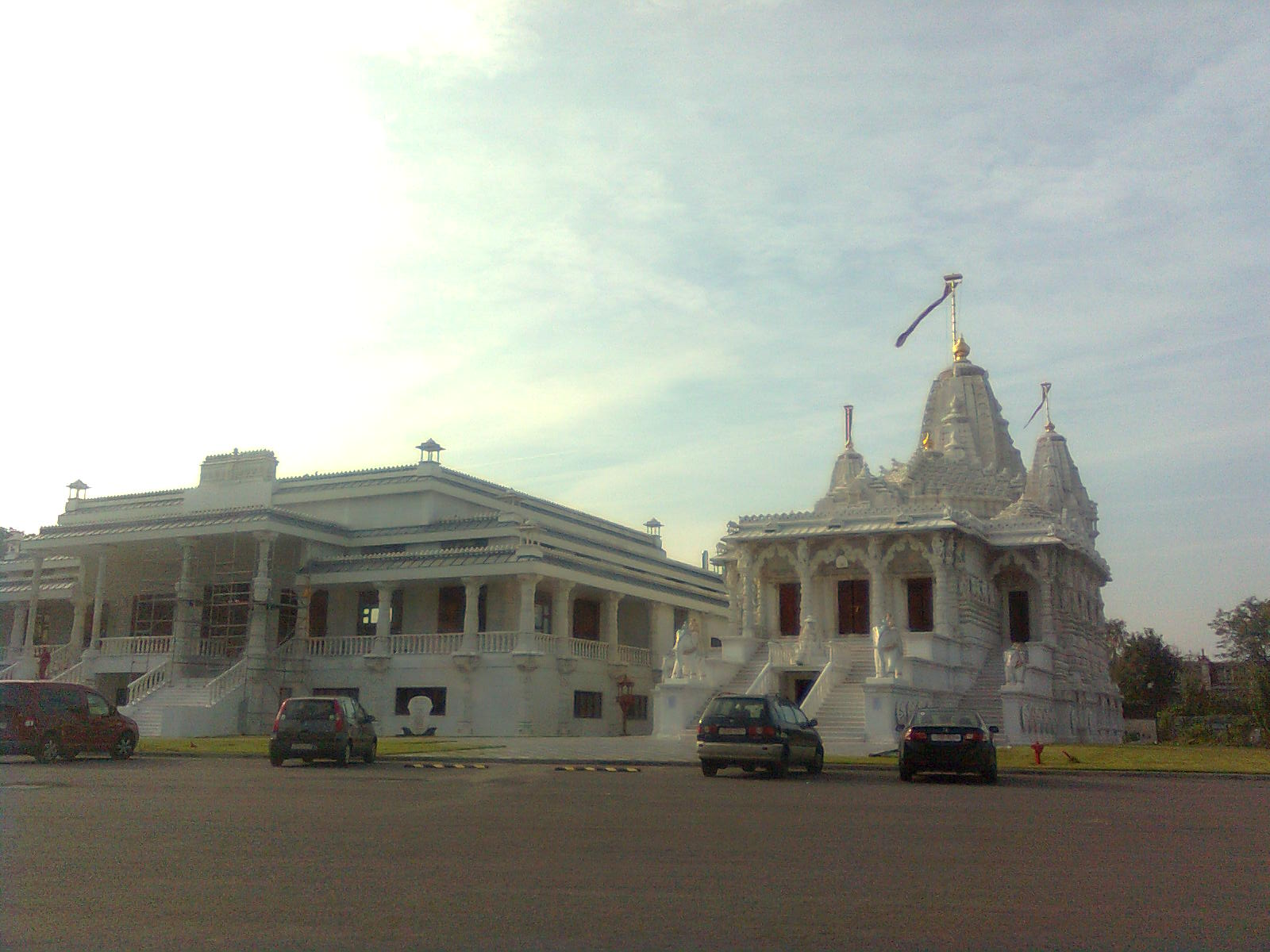
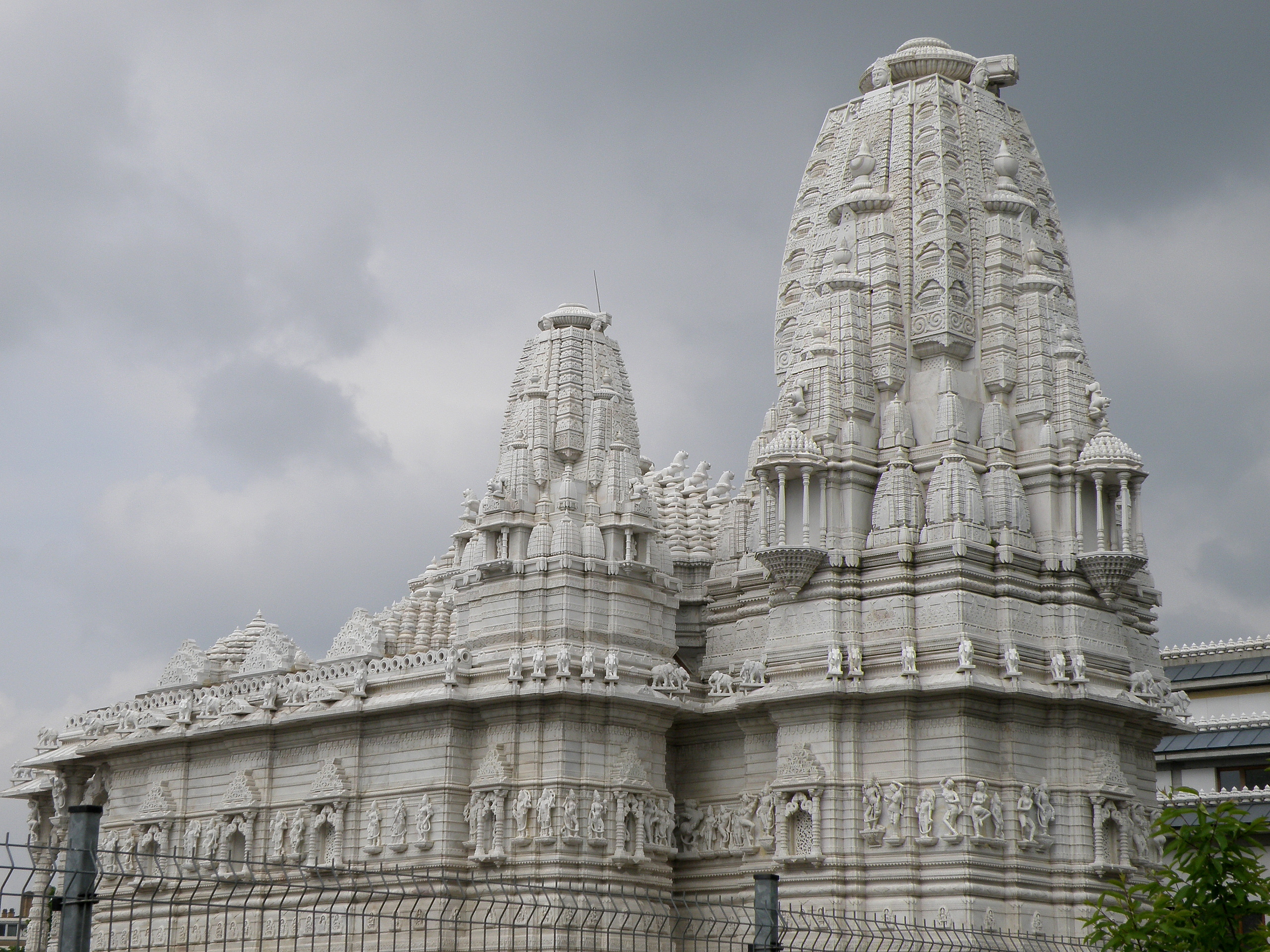
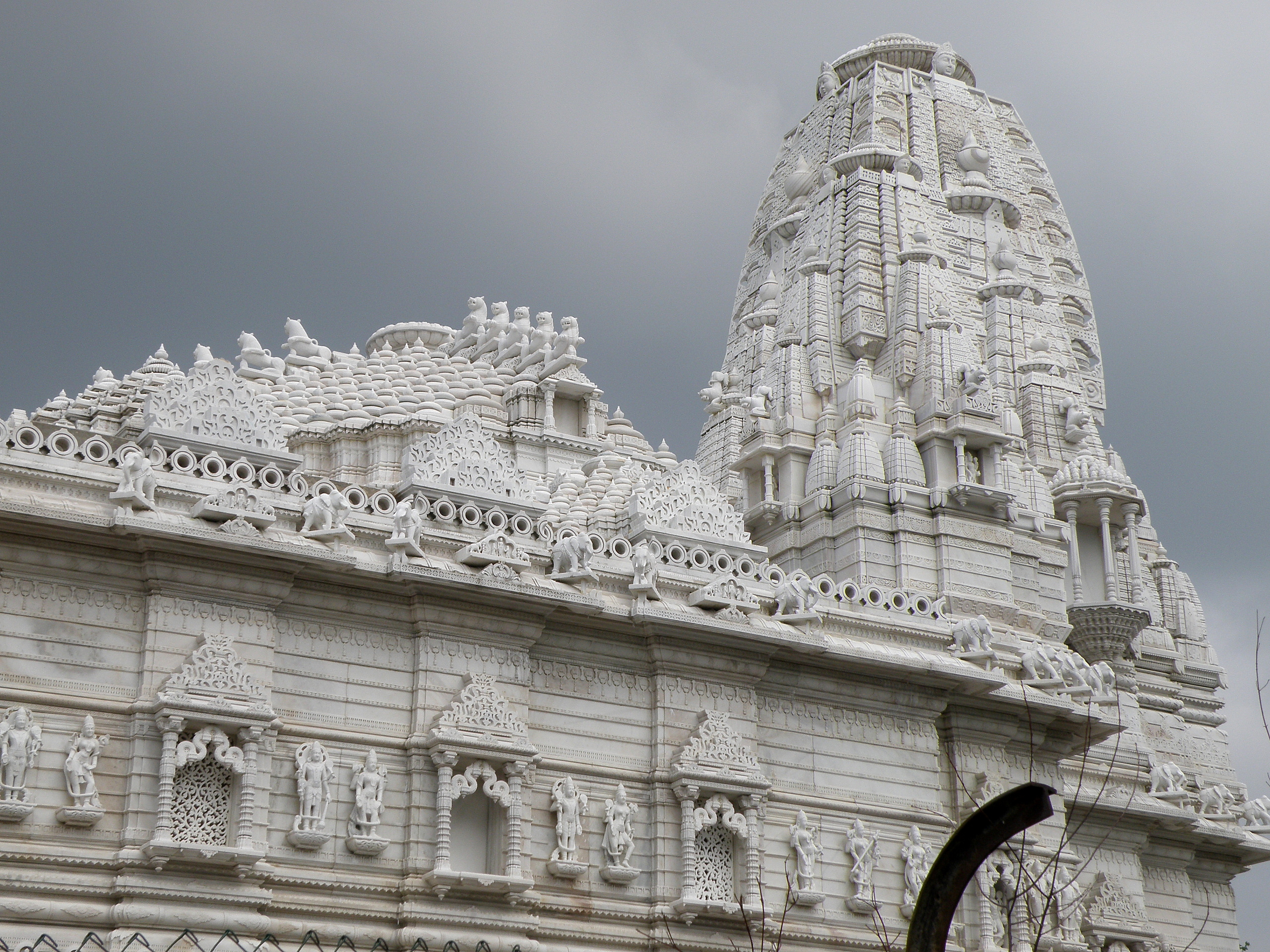
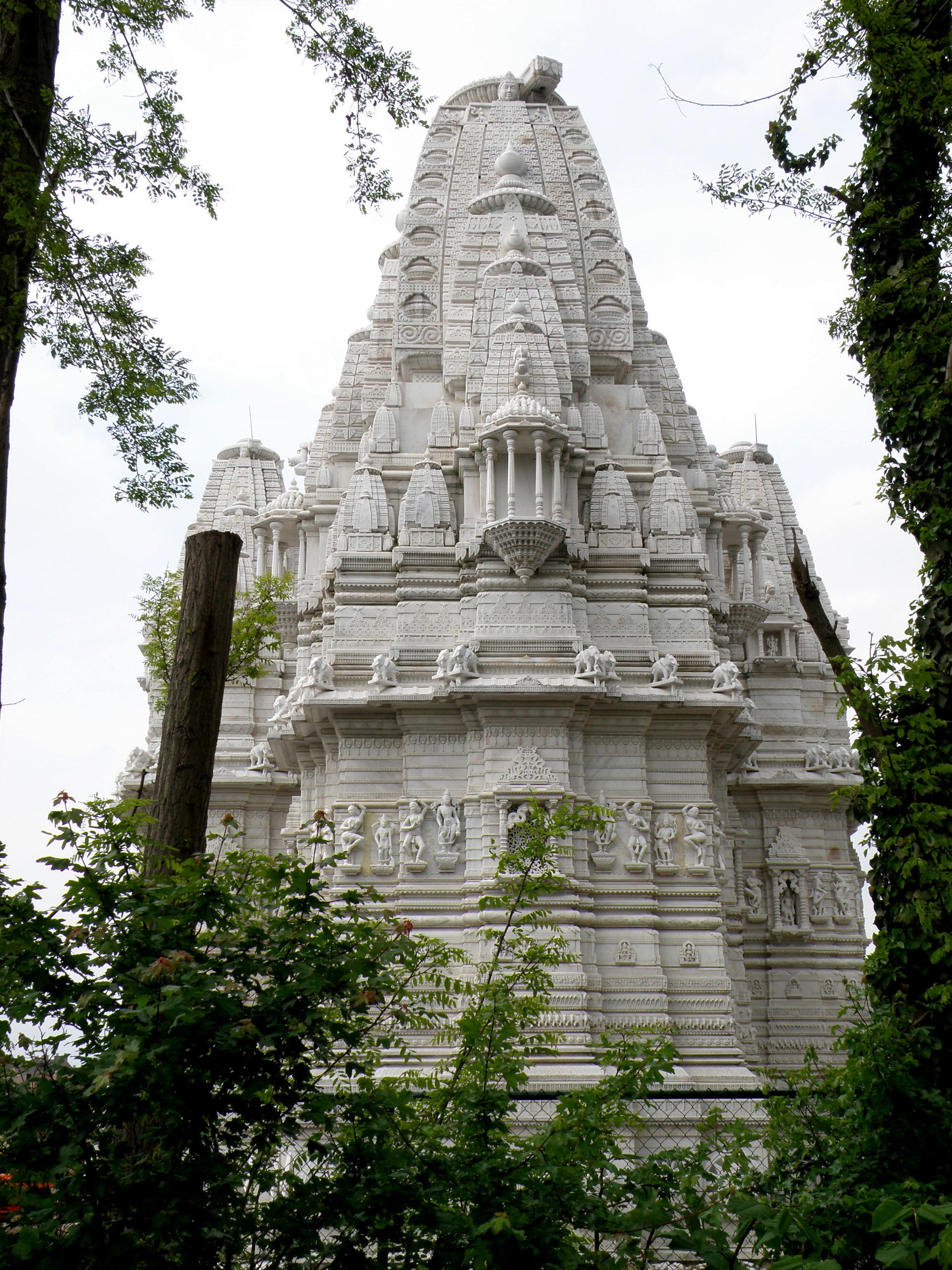